# Phoma onagracearum
Phoma onagracearum är en lavart som beskrevs av Cooke 1885. Phoma onagracearum ingår i släktet Phoma, ordningen Pleosporales, klassen Dothideomycetes, divisionen sporsäcksvampar och riket svampar.   Inga underarter finns listade i Catalogue of Life.